# Cumbre de la Tierra de Río de Janeiro

Cumbre de Río, 1992

La Cumbre de la Tierra de Río de Janeiro, también conocida como la Conferencia de la Organización de las Naciones Unidas sobre Medio Ambiente y Desarrollo o como Cumbre de Río (CNUMAD), fue una conferencia sobre medio ambiente celebrada en Río de Janeiro, Brasil, del 3 al 14 de junio de 1992.La Cumbre fue sucesora de la Conferencia sobre el Medio Humano (Suecia, 1972).
La Cumbre de Río reunió a líderes y representantes de diversas áreas de 179 países (incluido Brasil), así como a medios de comunicación. Maurice Strong fue el Secretario General de la CNUMAD. Aproximadamente 4.000 representantes de organizaciones no gubernamentales (ONG) estuvieron presentes, mientras que más de 17.000 personas asistieron al Foro de Organizaciones No Gubernamentales celebrando en paralelo a la Cumbre. 
En esta conferencia se finalizó el proceso de negociación y adopción del Convenio sobre la Diversidad Biológica. Otro resultado destacado fue la Declaración de Río sobre el Medio Ambiente y el Desarrollo, que aclara el concepto de desarrollo sostenible.

## Desarrollo del evento
La CNUMAD fue la oportunidad de adoptar un programa de acción para el siglo XXI, llamado Programa 21 (Agenda 21 en inglés) que enumera algunas de las 2500 recomendaciones relativas a la aplicación de los principios de la declaración. Reafirmó la Declaración de la Conferencia de las Naciones Unidas sobre el Medio Humano, aprobada en Estocolmo el 16 de junio de 1972, con el objetivo de establecer una alianza mundial nueva y equitativa mediante la creación de niveles más altos de cooperación entre los Estados, los sectores claves de las sociedades y las personas; todo ello, en procura de alcanzar acuerdos internacionales en los que se respeten los intereses de todos y se proteja la integridad del sistema ambiental, reconociendo la naturaleza integral e interdependiente de Planeta Tierra.
La Declaración de dicha cumbre consta de 27 principios, los cuales tienen en cuenta cuestiones relacionadas con la salud, la vivienda, la contaminación del aire, la gestión de los mares, bosques y montañas, la desertificación, la gestión de los recursos hídricos y el saneamiento, la gestión de la agricultura, la gestión de residuos. Incluso hoy, el Programa 21 es la referencia para la aplicación del concepto de desarrollo sostenible.
La sección III del informe de la Conferencia de Río destacó el papel de los diferentes actores en la aplicación del desarrollo sostenible: mujeres, jóvenes y niños, los pueblos indígenas, las organizaciones no gubernamentales, autoridades locales, sindicatos, empresas, investigadores, agricultores, entre otros.
La Conferencia de Río fue también testigo de la aprobación de la Convención Marco de las Naciones Unidas sobre el Cambio Climático, que afirma la necesidad de reducir las emisiones de gases de efecto invernadero, conduciendo a la firma en 1997 del Protocolo de Kioto. También fueron ratificados en la Cumbre la Declaración de Principios relativos a los Bosques y el Convenio sobre la Diversidad Biológica, que supedita el uso de la herencia genética mundial a una serie de condiciones, entre otras muchas determinaciones dirigidas a detener la pérdida acelerada de la biodiversidad en todas sus manifestaciones.

## Personalidades claves
Algunos de los principales jefes de estado y gobierno asistentes:
1. George H. W. Bush - Presidente de los Estados Unidos.
2. Fidel Castro - Presidente de Cuba.
3. Fernando Collor de Mello - Presidente de Brasil.
4. Gro Harlem Brundtland - Primera Ministra de Noruega.
5. François Mitterrand - Presidente de Francia.
6. John Major - Primer Ministro del Reino Unido.
7. Helmut Kohl - Canciller de Alemania.
8. Carlos Salinas de Gortari - Presidente de México.
9. Felipe González - Presidente del Gobierno de España.
10. Paul Keating - Primer ministro de Australia.
11. Suharto - Presidente de Indonesia.
12. Yitzhak Shamir - Primer ministro de Israel.
13. Hosni Mubarak - Presidente de Egipto.
14. Itamar Franco - Vicepresidente de Brasil.
15. Ruud Lubbers - Primer ministro de los Países Bajos.
16. Alberto Fujimori - Presidente del Perú

Personalidades de la ONU y organizaciones internacionales:
1. Maurice Strong - Secretario General de la Cumbre de la Tierra.
2. Boutros Boutros-Ghali - Secretario General de la ONU.
3. Elizabeth Dowdeswell - Directora Ejecutiva del Programa de las Naciones Unidas para el Medio Ambiente (PNUMA).
4. Jacques Delors - Presidente de la Comisión Europea.
5. Klaus Töpfer - Ministro Federal de Medio Ambiente de Alemania.
6. Al Gore - Senador de EE.UU. y defensor del medio ambiente.
7. Vandana Shiva - Física y activista ecológica de la India.
8. Wangari Maathai - Activista medioambiental de Kenia.
9. Barbara Ward - Economista británica y pionera del desarrollo sostenible.
10. René Dubos - Científico francés y defensor del lema "Piensa globalmente, actúa localmente".

Representantes de organizaciones no gubernamentales (ONGs):
1. José Lutzenberger - Ecologista brasileño y exministro de Medio Ambiente de Brasil.
2. Anil Agarwal - Fundador del Centro para la Ciencia y el Medio Ambiente de India.
3. Patricia Adams - Presidenta de Probe International, Canadá.
4. Marina Silva - Activista ambiental y política brasileña.
5. David Suzuki - Científico y activista medioambiental canadiense.
6. Adriana Hoffmann - Bióloga y ecologista chilena.

Algunos diplomáticos y ministros destacados:
1. Timothy Wirth - Subsecretario de Estado para Asuntos Globales de EE.UU.
2. Benito Javier Alarcón - Embajador de México.
3. Marie-Louise Coleiro Preca - Diplomática maltesa.
4. Richard Sandbrook - Director de la Comisión Internacional de Medio Ambiente y Desarrollo (CIED).
5. Mikael Odenberg - Ministro de Medio Ambiente de Suecia.
6. Joan Clos - Alcalde de Barcelona y defensor del desarrollo sostenible urbano.

## Actualidad
Después de la primera cumbre histórica de Río de Janeiro en 1992 y diez años después de la de Johannesburgo en 2002. Se realizó la Cumbre de la Tierra Río+20 -llamada oficialmente Conferencia de Naciones Unidas sobre Desarrollo Sostenible- se celebró del 20 al 22 de junio de 2012 en Río de Janeiro, Brasil. Esta cumbre fue un nuevo intento de Naciones Unidas en el comienzo de milenio para avanzar sobre el compromiso de los Estados y la comunidad mundial en los grandes cambios de este siglo XXI.
El llamado de las Naciones Unidas fue ambicioso. Invitó a los Estados, la sociedad civil y los ciudadanos a “sentar las bases de un mundo de prosperidad, paz y sostenibilidad", incluyendo tres temas en el orden del día:
1. El fortalecimiento de los compromisos políticos en favor del desarrollo sostenible. 
2. El balance de los avances y las dificultades vinculados a su implementación. 
3. Las respuestas a los nuevos desafíos emergentes de la sociedad. 
Dos cuestiones, íntimamente ligadas, constituyeron el eje central de la cumbre: 
3.1. Una economía ecológica con vistas a la sostenibilidad y la erradicación de la pobreza. 
3.2. La creación de un marco institucional para el desarrollo sostenible.
La cuarta cumbre se reunió, 20 años después de la Cumbre de la Tierra, en junio de 2012 en Río de Janeiro, bajo la denominación de Conferencia de Desarrollo Sostenible Río+20, ésta fue él fruto  de la resolución 64/236 de la Asamblea general de la ONU del año 2009, allí se decidió organizar la Conferencia de las Naciones Unidas sobre el Desarrollo Sostenible. Acordando que los temas principales de dicha conferencia fueran:
1. Una economía verde en el contexto del desarrollo sostenible y la erradicación de la pobreza. 
2. El marco institucional para el desarrollo sostenible.
En ese sentido la Cumbre Rio+20 concluyó aprobando un plan para avanzar hacia una “economía verde”, intentando frenar la degradación del medio ambiente y combatir la pobreza. Dicho acuerdo fue  criticado por falta de metas vinculantes y financiamiento.